# ستيوارت آدمسون
ستيوارت آدمسون (بالإنجليزية: Stuart Adamson)‏ هو عازف بيانو وعازف قيثارة وموسيقي ومغن مؤلف بريطاني، ولد في 11 أبريل 1958 في مانشستر في المملكة المتحدة، وتوفي في 16 ديسمبر 2001 في هونولولو في الولايات المتحدة بسبب شنق.

## وصلات خارجية
- ستيوارت آدمسون على موقع IMDb (الإنجليزية)
- ستيوارت آدمسون على موقع ميوزك برينز (الإنجليزية)
- ستيوارت آدمسون على موقع إن إن دي بي (الإنجليزية)
- ستيوارت آدمسون على موقع أول ميوزيك (الإنجليزية)
- ستيوارت آدمسون على موقع ديسكوغز (الإنجليزية)
- ستيوارت آدمسون على موقع قاعدة بيانات الفيلم (الإنجليزية)